# Paul Reedy
Paul Reedy, né le 21 janvier 1961 à Robinvale, est un rameur d'aviron australien. 

## Carrière
Paul Reedy participe aux Jeux olympiques de 1984 à Los Angeles et remporte la médaille d'argent avec le quatre de couple australien composé de Gary Gullock, Timothy McLaren et Anthony Lovrich.